# کامان کی-۲۲۵
کامان کی-۲۲۵ (به انگلیسی: Kaman K-225) یک طرح آزمایشی و پژوهشی برای ساختن یک بالگرد کواکسیال (دومحوره) در شرکت کامان بود. این بالگرد از یک موتور شش‌سیلندر لایکومینگ ۴۳۵ به قدرت ۲۲۵ اسب بخار بهرمند بود؛ ولی بعدهاً یکی از نسخه‌های آزمایشی با موتور توربوشفت آزمایش شد و نخستین بالگرد جهان لقب گرفت که دارای موتور توربوشفت شد. از این بالگرد تنها ۷ فروند تولید شد ولی طرح آن الهام‌بخش کامان کی-مکس شد.

## Specifications (K-225)

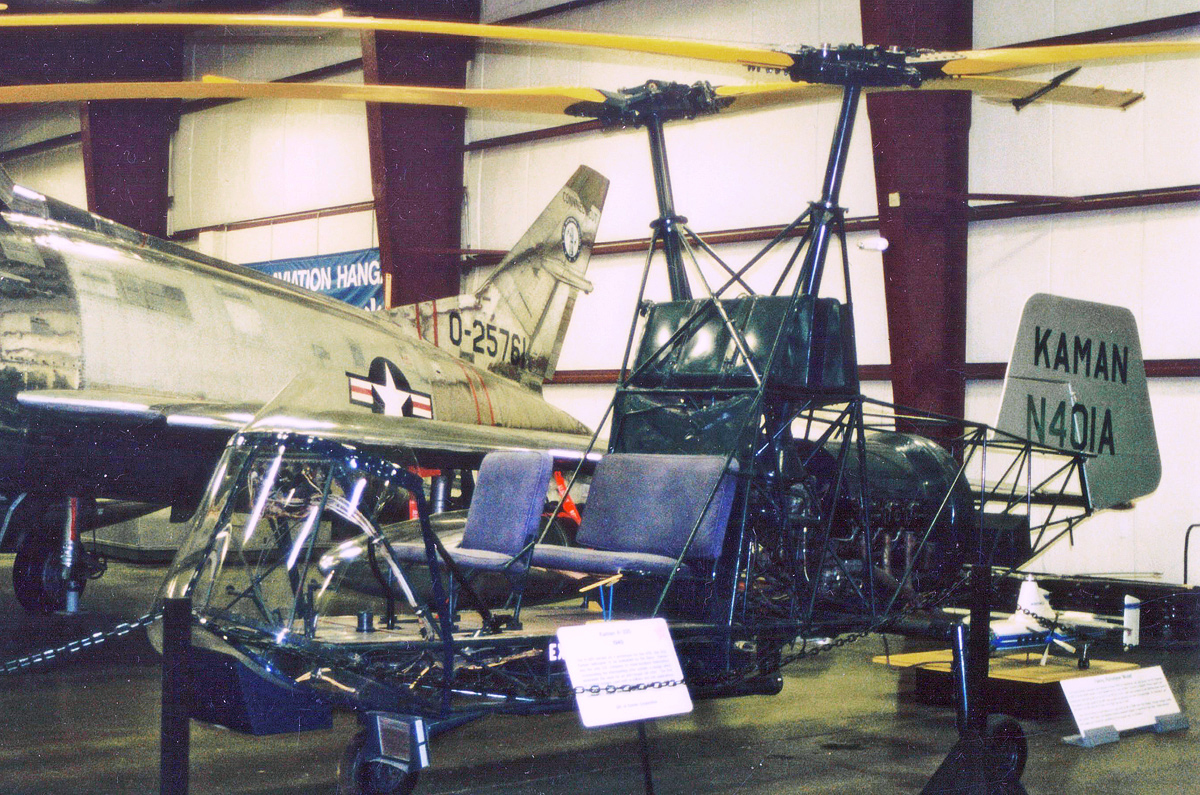
پنجمین K-225 ساخته شده در ژوئن 2005 در موزه هوایی نیوانگلند، ویندزور لاکس، کنتیکت به نمایش گذاشته شد.

داده‌ها از 
ویژگی‌های عمومی
- خدمه: دو نفر (خلبان و خدمه ترابری)
- ظرفیت: یک خدمه باربری
- طول: ۲۲ فوت ۵ اینچ (۶٫۸۳ متر)
- ارتفاع: ۱۱ فوت ۰ اینچ (۳٫۳۵ متر)
- وزن خالی: ۱٬۷۹۹ پوند (۸۱۶ کیلوگرم)
- وزن ناخالص: ۲٬۷۰۳ پوند (۱٬۲۲۶ کیلوگرم)
- پیشرانه: ۱ عدد شش سیلندر هواخنک افقی Lycoming O-435-2, ۲۲۵ اسب بخار (۱۶۸ کیلووات)
- قطر روتور اصلی: ۲ عدد ۳۸ فوت ۰ اینچ (۱۱٫۵۸ متر)

عملکرد
- حداکثر سرعت: ۷۳ مایل بر ساعت (۱۱۷ کیلومتر بر ساعت، ۶۳ گره)